# Hvilemasse
Hvilemasse er den masse, {\displaystyle m_{0}}, et legeme har, når det er i ro. I tabeller af grundstoffernes atommasse (det periodiske system) er det hvilemasse som er opgivet.
| Naturvidenskab | Spire Denne naturvidenskabsartikel er en spire som bør udbygges. Du er velkommen til at hjælpe Wikipedia ved at udvide den. |